# Nicrophorus obscurus
Nicrophorus obscurus là một loài bọ cánh cứng trong họ Silphidae được miêu tả bởi William Kirby in 1837.